# Трофимов, Александр Владимирович
Алекса́ндр Влади́мирович Трофи́мов (1883—1943) — советский военно-морской деятель, инженерный работник, начальник кафедры торпедного оружия минно-торпедного факультета Военно-морской академии, доктор технических наук, профессор, инженер-контр-адмирал (1940). Организатор подготовки высококвалифицированных специалистов военно-морского флота по торпедному оружию в предвоенный период.

## Биография
Русский, владел итальянским языком, в РККФ с 1918, в ВКП(б) с 1939. В 1905 окончил Морское техническое училище в Кронштадте. В 1902—1912 служил на кораблях Балтийского флота: вахтенный механик крейсера «Россия» (1905—1906), трюмный механик учебного судна «Николаев» (1906—1907), младший механик крейсера «Адмирал Макаров» во время его строительства в Тулоне (1907—1908), судовой механик миноносца «Ретивый» (1908—1909), затем вернулся на прежнее назначение трюмным механиком на учебное судно «Николаев» (1909—1912). С 1912 наблюдающий за изготовлением торпед по заказу Морского ведомства России на заводе Роберта Уайтхеда в Фиуме в Австро-Венгрии. В 1914—1917 минный приёмщик на Обуховском заводе в Петрограде. В 1918—1920 минный приёмщик и помощник начальника минного отдела Технического управления Морского ведомства. Заведующий минным кабинетом (1920—1922), адъюнкт (1922—1923), преподаватель (1922—1930), заведующий минно-торпедным отделом (1930—1931), помощник начальника факультета военно-морского оружия (1931—1935), начальник кафедры торпедного оружия (1935—1943) минно-торпедного факультета Военно-морской академии. Одновременно в 1920—1928 преподавал на Специальных курсах командного состава ВМФ, работал в минном отделе Научно-технического комитета и в Научно-исследовательском минно-торпедном институте (НИМТИ).

### Звания
- Инженер-механик-капитан 2-го ранга (28 июля 1917);
- Инженер-флагман 3-го ранга (4 апреля 1938);[1][2]
- Инженер-флагман 2-го ранга (9 апреля 1940);
- Инженер-контр-адмирал (4 июня 1940)[3].

### Награды
- Орден Красной Звезды (1943);
- Юбилейная медаль «XX лет Рабоче-Крестьянской Красной Армии» (1938).

## Публикации
- «Проектирование торпед» в 2-х частях.